# Język wipi
Język wipi, także: gidra, jibu, oriomo – język papuaski używany w Prowincji Zachodniej w Papui-Nowej Gwinei, przez 3500 osób. Należy do rodziny języków trans-fly wschodnich.
Zapisywany alfabetem łacińskim.